# Elvis Presley Museum (Culemborg)
Het Elvis Presley Museum was van 2002 tot 2021 een museum in de Gelderse stad Culemborg gewijd aan de Amerikaanse zanger en acteur Elvis Presley.
Het museum werd op 26 december 2002 geopend door Ria Flake, een medewerker van Graceland in de Verenigde Staten. Graceland gaf het museum de officiële toestemming om de volledige naam van Elvis Presley te voeren.
De collectie is sinds circa 1960 bijeengebracht door de eigenaren John en René Vis. Verschillende originele stukken werden toegevoegd toen Elvis' neef Billy Smith een bezoek aan Nederland bracht. Daarnaast werd de collectie uitgebreid met schenkingen van particulieren en van Graceland.
Er zijn drie zalen, verdeeld over twee verdiepingen. Met muziek van Elvis op de achtergrond, worden in vitrines en aan de muren memorabilia getoond die van de artiest zelf zijn geweest, waaronder verschillende gouden platen, jassen, een glitterriem, brillen, sieraden, een pyjama en de overall die Elvis de dag voor zijn dood droeg.
Daarnaast is er allerlei merchandise te zien, zoals sleutelhangers, zeep, poppen, klokken, Elvis-bier en originele whiskeyflessen die voorzien zijn van een speeldoos. Verder kent het nog een museumwinkel.
Het Elvis Museum is sinds 10 december 2021 onderdeel van het Beatles Museum Alkmaar. Aan de collectie was bijna zestig jaar aan gewerkt, maar het was niet langer mogelijk om het Elvis Museum in Culemborg open te houden vanwege de gezondheid van John Vis. Het Beatles Museum Alkmaar had zelf ook een Elvis-collectie die hiermee aangevuld werd. In 2025 nam het Beatlesmuseum afscheid van de Elviscollectie, om zich geheel op de Beatlescollectie te kunnen richten.